# زاویةالعواء
زاویةالعواء یا بتا دوشیزه یک ستاره است که در صورت فلکی دوشیزه قرار دارد.